# Mount Rhodes
Mount Rhodes ist ein Berg im ostantarktischen Enderbyland. Er ragt im nördlichen Teil der Tula Mountains zwischen Mount Hampson und Mount Bond auf.
Kartiert wurde er anhand von Luftaufnahmen, die Teilnehmer einer Mannschaft der Australian National Antarctic Research Expeditions im Jahr 1956 anfertigten. Das Antarctic Names Committee of Australia (ANCA) benannte den Berg nach George James Rhodes (1905–unbekannt), Besatzungsmitglied der RSS Discovery bei der British Australian and New Zealand Antarctic Research Expedition (BANZARE, 1929–1931) unter der Leitung des australischen Polarforschers Douglas Mawson.